# ماري وينفريد بيتس إيتكن
ماري وينفريد بيتس إيتكن (بالإنجليزية: Mary Winifred Betts Aitken)‏ هي عالمة نبات نيوزيلندية، ولدت في 1894 في Motueka ‏ في نيوزيلندا، وتوفيت في 29 أبريل 1971 في إدنبرة في المملكة المتحدة.